# Juridisch ticket
Een juridisch ticket is een octrooi, kwekersrecht of een andere in artikel 12ba, eerste lid, onderdeel b, van de Wet op de vennootschapsbelasting 1969 genoemde voorwaarde, waarmee voldaan wordt aan de additionele eis voor grotere belastingplichtigen voor toepassing van de innovatiebox in de Nederlandse belastingenregelgeving.
Het juridisch ticket is sinds 1 januari 2017 een van de voorwaarden voor toepassing van de innovatiebox Kwalificerend Immaterieel Activum voor grotere belastingplichtigen. Daarnaast is voor hen het hebben van een verklaring voor het speur- en ontwikkelingswerk (S&O-verklaring) van de Wet bevordering speur- en ontwikkelingswerk ten aanzien van het betreffende immateriële activum vereist. Voor de toepassing van deze afdeling (H. II Afd. 2.3) en de daarop berustende bepalingen wordt verstaan onder een kwalificerend immaterieel activum:
a. voor kleinere belastingplichtigen: een immaterieel activum dat is voortgevloeid uit speur- en ontwikkelingswerk waarvoor aan de belastingplichtige een S&O-verklaring is afgegeven als bedoeld in de Wet vermindering afdracht loonbelasting en premie voor de volksverzekeringen;
b. voor een niet onder onderdeel a vallende belastingplichtige: een immaterieel activum dat is voortgevloeid uit speur- en ontwikkelingswerk waarvoor aan de belastingplichtige een S&O-verklaring is afgegeven als bedoeld in de Wet vermindering afdracht loonbelasting en premie voor de volksverzekeringen en:
1º. ter zake waarvan aan de belastingplichtige een octrooi of kwekersrecht is verleend;
2º. ter zake waarvan door de belastingplichtige een octrooi of kwekersrecht is aangevraagd;
3º. dat de vorm heeft van programmatuur;
4º. ter zake waarvan de belastingplichtige is toegelaten een niet-chemische methode als bedoeld in artikel 18 van de Wet gewasbeschermingsmiddelen en biociden te verhandelen en te gebruiken;
5º. ter zake waarvan in een lidstaat van de Europese Unie aan de belastingplichtige een vergunning voor het in de handel brengen van een geneesmiddel is verleend;
6º. ter zake waarvan aan de belastingplichtige door het Octrooicentrum Nederland een aanvullend beschermingscertificaat is verleend;
7º. ter zake waarvan aan de belastingplichtige een geregistreerd gebruiksmodel ter bescherming van innovatie is toegekend;
of
8º. dat samenhangt met een immaterieel activum als bedoeld in de onderdelen 1º tot en met 7º.